# Reuzenrad
Een reuzenrad is een (kermis)attractie. Het is een door een (elektro)motor aangedreven as waaraan meerdere gondels of stoeltjes zijn bevestigd waarin mensen kunnen zitten. Het allereerste reuzenrad ter wereld, het Ferris Wheel, werd door George Ferris gebouwd voor de wereldtentoonstelling van 1893. In het Engels wordt Ferris Wheel gebruikt als algemene term voor een reuzenrad. Het geplande Beijing Great Wheel-project dat een hoogte van 208 meter had moeten bereiken werd in 2010 definitief afgeblazen.

## Technische uitvoering
De buitenste ring van het reuzenrad wordt de rim genoemd en de verbindingsstangen van de rim naar de centrale as de spaken. Daarmee lijkt het reuzenrad uiterlijk sterk op een groot fietswiel. Maar hier houdt de gelijkenis nog niet op. Bij de meeste reuzenraden worden de spaken ook op een zodanige trekspanning gebracht dat bij belasting de spaken altijd op trek belast  blijven. Dat heeft als voordeel dat de spaken niet op knik berekend hoeven te worden en slanker kunnen worden uitgevoerd. Deze slanke vorm van de spaken heeft weer gunstige effecten op de windbelasting van het reuzenrad. De trekspanning in de spaken wordt verkregen door de lengte van de spaken iets korter te maken dan de radius van het reuzenrad. Bij de montage van het reuzenrad past dan het laatste stuk van de rim niet en moeten met een vijzel of hydraulische cilinder de twee uiteinden van de rim uit elkaar geperst worden tot het laatste stuk rim past. Na het monteren van het laatste stuk rim en verwijdering van de hydraulische cilinder of vijzel staan alle spaken op voorspanning.

## Varianten op het reuzenrad
Naast de standaardvariant van het reuzenrad zijn er enkele andere varianten op deze standaardconstructie, namelijk:
- Het dubbele reuzenrad: een verticale kolom waaraan een horizontale arm is bevestigd, met aan elk uiteinde van deze arm een reuzenrad.
- Het driedubbele reuzenrad: een verticale kolom waaraan een constructie is bevestigd met drie armen, met aan elk einde van deze armen een reuzenrad.
- Het excentriekreuzenrad (Engels: eccentric wheel, sliding wheel of coaster wheel): een reuzenrad waarbij sommige zitjes niet op één punt vast bevestigd zijn, maar zich kunnen verplaatsen op een rail die van de as naar de rand van het rad loopt.
- Een bijzondere variant is het Dinner Wheel. Dit is een reuzenrad waarin tijdens de rit in de gondel kan worden gegeten. Dit eten dient vooraf te worden besteld via de site van het betreffende reuzenrad. Eigen eten mag niet worden meegenomen.

## Permanente reuzenraderen
Er zijn enkele permanente reuzenraderen:
- Het reuzenrad van Wenen geldt als 'het symbool' van die stad. Het is 64,8 meter hoog en staat in het Prater, een groot park aan de rand van het stadscentrum. In het rad heeft men zicht over de historische stad. Men kan erin trouwen.
- Het reuzenrad van Londen heet London Eye en wordt ook Millennium Wheel genoemd. Het heeft een hoogte van 135 meter. Het is in 1999 in opdracht van British Airways in Nederland gebouwd en in Engeland in elkaar gezet.
- Het reuzenrad van Nanchang staat in het Riverside Park. De hoogte is 160,90 meter, de diameter is 153,90 meter.
- In Nederland staat sinds 2016 een permanent reuzenrad op de Pier van Scheveningen. Dit rad heeft een hoogte van 50 meter.

## Lijst van de hoogste reuzenraderen
| Naam                                 | Afbeelding                      | Diameter | Bouwjaar | Land                         | Stad                   | Opmerkingen                                                                            |
| ------------------------------------ | ------------------------------- | -------- | -------- | ---------------------------- | ---------------------- | -------------------------------------------------------------------------------------- |
| Ain Dubai                            |                                 | 250 m    | 2020     | Verenigde Arabische Emiraten | Dubai                  |                                                                                        |
| High Roller                          |                                 | 167,6 m  | 2014     | Verenigde Staten             | Las Vegas (Nevada)     |                                                                                        |
| Singapore Flyer                      |                                 | 165 m    | 2008     | Singapore                    | Singapore              |                                                                                        |
| Star of Nanchang                     |                                 | 160 m    | 2006     | China                        | Nanchang               |                                                                                        |
| London Eye                           |                                 | 135 m    | 1999     | Verenigd Koninkrijk          | Londen                 |                                                                                        |
| Changsha Ferris Wheel                |                                 | 120 m    | 2004     | China                        | Changsha               |                                                                                        |
| Zhengzhou Ferris Wheel               |                                 | 120 m    | 1999     | China                        | Zengzhou               |                                                                                        |
| Sky Dream Fukuoka                    |                                 | 120 m    | ?        | Japan                        | Fukuoka                |                                                                                        |
| Diamond and Flower Ferris Wheel      |                                 | 117 m    | ?        | Japan                        | Tokio                  |                                                                                        |
| Palette Town Ferris Wheel            |                                 | 115 m    | ?        | Japan                        | Tokio                  |                                                                                        |
| Harbin Ferris Wheel                  |                                 | 110 m    | 2003     | China                        | Harbin                 |                                                                                        |
| HEP Five                             |                                 | 106 m    | ?        | Japan                        | Osaka                  |                                                                                        |
| Tempozan Harbor Village Ferris wheel |                                 | 100 m    | ?        | Japan                        | Osaka                  |                                                                                        |
| Space Eye                            |                                 | 100 m    | ?        | Japan                        | Kita-Kyushu            |                                                                                        |
| Ferris Wheel of Paris                |                                 | 100 m    | 1900     | Frankrijk                    | Parijs                 | Gebouwd in 1900 voor de wereldtentoonstelling, gesloopt in 1937                        |
| Eurowheel                            |                                 | 90 m     | 1999     | Italië                       | Mirabilandia           |                                                                                        |
| Ferris Wheel                         |                                 | 81 m     | 1893     | Verenigde Staten             | Chicago                | Eerste reuzenrad ooit, gesloopt in 1906                                                |
| Moscow-850                           |                                 | 75 m     | ?        | Rusland                      | Moskou                 |                                                                                        |
| Texas Star                           |                                 | 65 m     | ?        | Verenigde Staten             | Dallas/Fair Park       |                                                                                        |
| Wiener Riesenrad                     |                                 | 64,8 m   | 1897     | Oostenrijk                   | Wenen                  |                                                                                        |
| Steiger-Riesenrad                    |                                 | 60 m     | 1980     | Duitsland                    | verschillende locaties | Transporteerbaar reuzenrad                                                             |
| Hablützel Ferris Wheel               |                                 | 60 m     | 2003     | Zwitserland                  | verschillende locaties | Transporteerbaar reuzenrad                                                             |
| The View                             | Reuzenrad The View in Rotterdam | 55 m     | 2015     | Verschillende landen         | Verschillende locaties | Transporteerbaar reuzenrad                                                             |
| Eye on Malaysia                      |                                 | 53 m     | ?        | Maleisië                     | Kuala Lumpur           |                                                                                        |
| Wheel of Birmingham                  |                                 | 53 m     | ?        | Verenigd Koninkrijk          | Birmingham             | Gedeassembleerd en naar Australië verplaatst                                           |
| Roue de Paris                        |                                 | 51 m     | 1999     | België                       | Reist rond             | Was eerst een vast rad, is nu een transporteerbaar rad in bezit van de familie Bufkens |
| SkyView de Pier                      |                                 | 50m      | 2016     | Nederland                    | Scheveningen           |                                                                                        |

## Galerij
- Beelden uit 1968 van de bouw van een reuzenrad van 40 meter hoog op het terrein van de fabriek van Vekoma in Vlodrop ter controle van de constructie

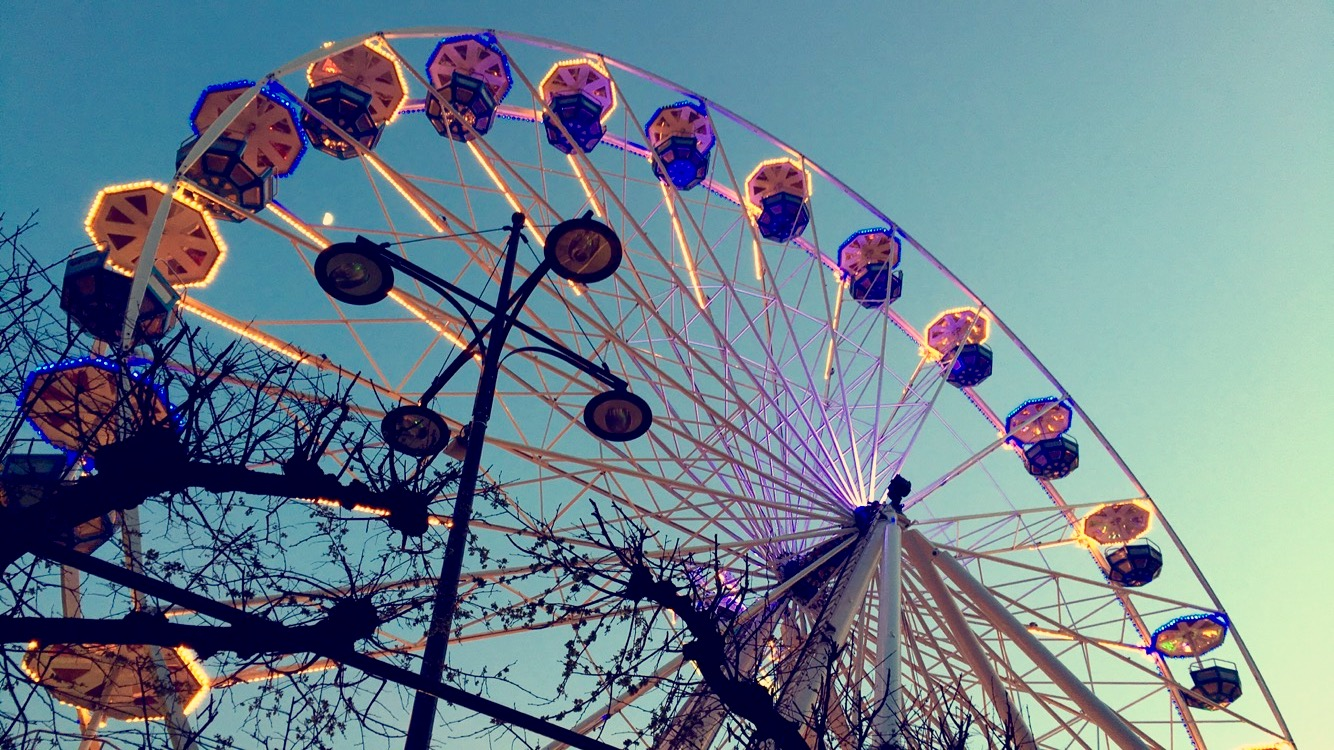
Reuzenrad in Haarlem tijdens de jaarlijkse kermis op de Grote Markt
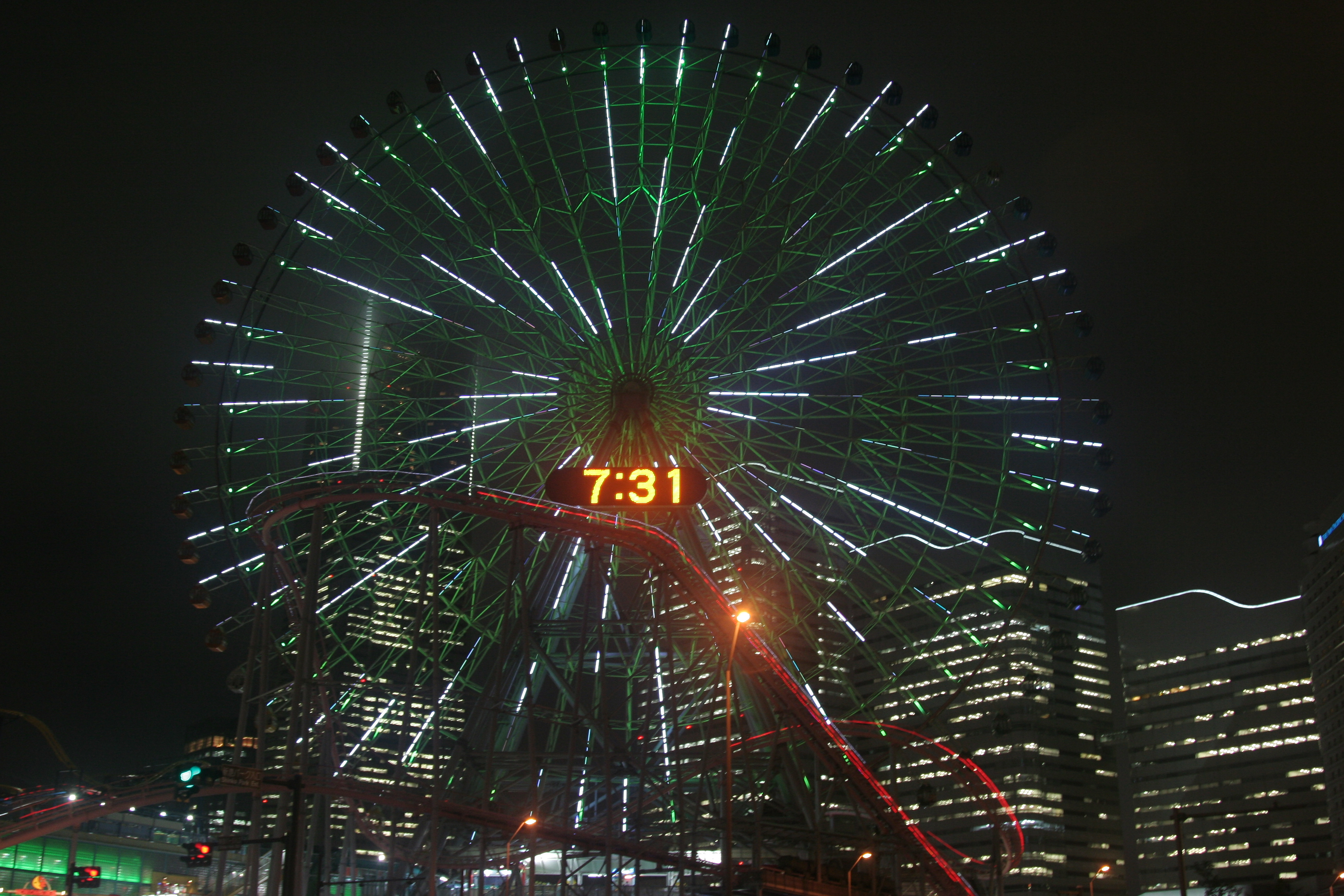
De Cosmo Clock 21 in Yokohama was acht jaar lang het grootste reuzenrad ter wereld
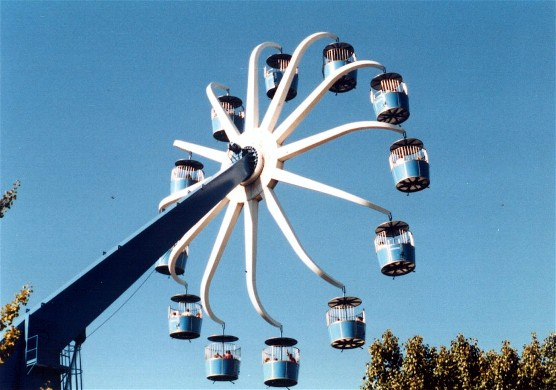
Het inmiddels gesloten dubbele reuzenrad Giant Wheel in Hersheypark
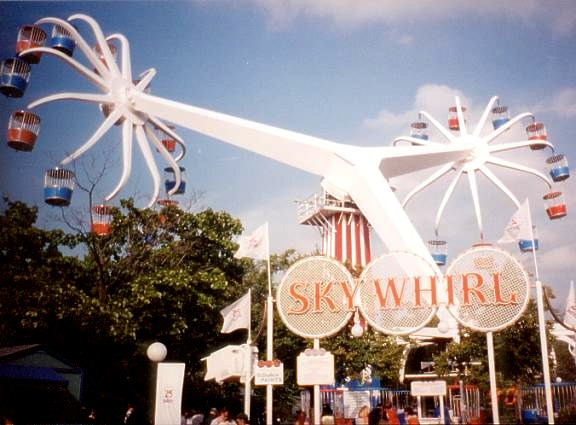
Het inmiddels gesloten Sky Wheel in California's Great America
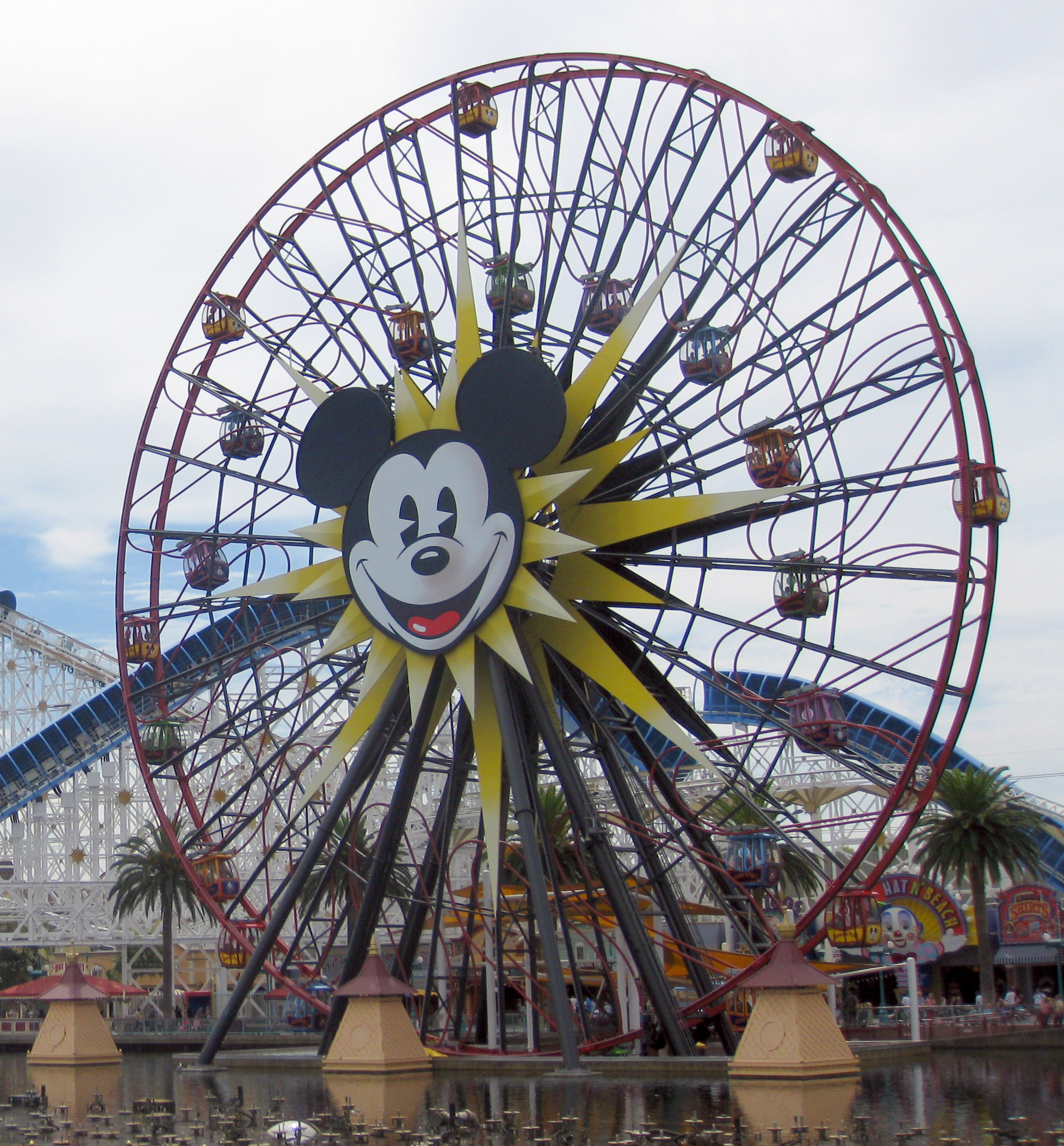
Het excentriekreuzenrad Mickey's Fun Wheel in Disney California Adventure Park
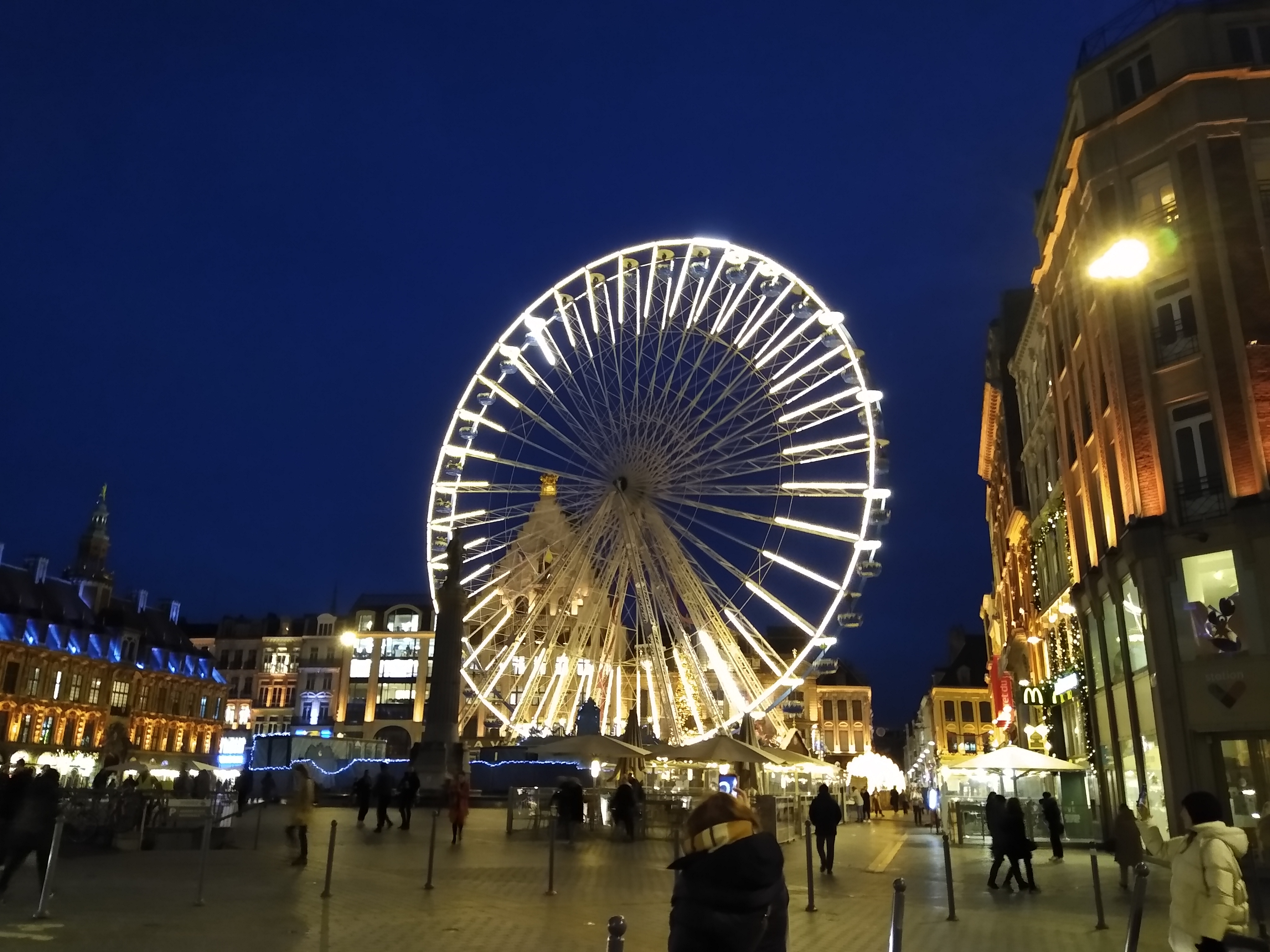
Reuzenrad in het centrum van Rijsel, 2023